# U-677
Unterseeboot 677 foi um submarino alemão do Tipo VIIC, pertencente a Kriegsmarine que atuou durante a Segunda Guerra Mundial.

## Comandantes
| Comandante        | Data                                         |
| ----------------- | -------------------------------------------- |
| Oblt. Paul Weber  | 20 de setembro de 1943 - 16 de julho de 1944 |
| Oblt. Gerhard Ady | 17 de julho de 1944 - 5 de abril de 1945     |

## Subordinação
Durante o seu tempo de serviço, esteve subordinado às seguintes flotilhas:
| Período                                      | Flotilha                                      |
| -------------------------------------------- | --------------------------------------------- |
| 20 de setembro de 1943 - 31 de maio de 1944  | 5. Unterseebootsflottille (treinamento)       |
| 1 de junho de 1944 - 1 de julho de 1944      | 3. Unterseebootsflottille (serviço ativo)     |
| 1 de julho de 1944 - 19 de fevereiro de 1945 | 23. Unterseebootsflottille (submarino escola) |
| 20 de fevereiro de 1945 - 5 de abril de 1945 | 31. Unterseebootsflottille (treinamento)      |